# Beachvolleybal op de Aziatische Spelen 2022 (vrouwen)
Het beachvolleybaltoernooi voor vrouwen tijdens de Aziatische Spelen 2022 in Hangzhou vond plaats van 19 tot en met 27 september 2023. De wedstrijden werden gespeeld in Ningbo in een beachvolleybalstadion van Banbianshan Tourist Holiday Resort. Aan het toernooi deden twintig paren uit elf landen mee. De teams waren verdeeld over vier groepen van vijf waarbij de vier beste teams per groep zich voor de achtste finales plaatsten. Vanaf de achtste finale werd via een knockoutsysteem gespeeld.
Het Chinese duo Xue Chen en Xia Xinyi won de gouden medaille door in de finale de Japanners Sayaka Mizoe en Miki Ishii te verslaan. Het eveneens Chinese duo Wang Fan en Dong Jie won de wedstrijd om het brons van Taravadee Naraphornrapat en Worapeerachayakorn Kongphopsarutawadee uit Thailand. 

## Groepsfase
|  | Naar laatste zestien |

### Groep A
| # | Ploeg                      | Punten | Wedstrijden | Wedstrijden | Sets | Sets | Sets  | Spelpunten | Spelpunten | Spelpunten |
| # | Ploeg                      | Punten | W           | V           | W    | V    | Ratio | W          | V          | Ratio      |
| - | -------------------------- | ------ | ----------- | ----------- | ---- | ---- | ----- | ---------- | ---------- | ---------- |
| 1 | Xue / Xia                  | 8      | 4           | 4           | 8    | 0    | MAX   | 168        | 57         | 2,947      |
| 2 | Rodriguez / Eslapor        | 7      | 3           | 1           | 6    | 2    | 3,000 | 142        | 111        | 1,279      |
| 3 | Kaboelbekova / Ivantsjenko | 6      | 2           | 2           | 4    | 5    | 0,800 | 130        | 156        | 0,833      |
| 4 | Bandara / Weerasinghe      | 5      | 1           | 3           | 3    | 6    | 0,500 | 127        | 167        | 0,760      |
| 5 | Shin / Kim                 | 4      | 0           | 4           | 0    | 8    | 0,000 | 96         | 172        | 0,558      |

| Datum        |                           | Score |                           | Set 1   | Set 2   | Set 3  |
| ------------ | ------------------------- | ----- | ------------------------- | ------- | ------- | ------ |
| 19 september | Xue / Xia                 | 2 – 0 | Bandara / Weerasinghe     | 21 – 5  | 21 – 8  |        |
| 19 september | Rodriguez / Eslapor       | 2 – 0 | Shin / Kim                | 21 – 11 | 21 – 6  |        |
| 19 september | Kaboelokova / Ivantsjenko | 2 – 1 | Bandara / Weerasinghe     | 21 – 12 | 12 – 21 | 15 – 8 |
| 20 september | Shin / Kim                | 0 – 2 | Kaboelokova / Ivantsjenko | 18 – 21 | 13 – 21 |        |
| 20 september | Xue / Xia                 | 2 – 0 | Rodriguez / Eslapor       | 21 – 11 | 21 – 5  |        |
| 20 september | Rodriguez / Eslapor       | 2 – 0 | Kaboelokova / Ivantsjenko | 21 – 11 | 21 – 14 |        |
| 21 september | Kaboelokova / Ivantsjenko | 0 – 2 | Xue / Xia                 | 10 – 21 | 5 – 21  |        |
| 21 september | Bandara / Weerasinghe     | 2 – 0 | Shin / Kim                | 25 – 23 | 21 – 12 |        |
| 22 september | Shin / Kim                | 0 – 2 | Xue / Xia                 | 8 – 21  | 5 – 21  |        |
| 22 september | Bandara / Weerasinghe     | 0 – 2 | Rodriguez / Eslapor       | 10 – 21 | 17 – 21 |        |

### Groep B
| # | Ploeg                               | Punten | Wedstrijden | Wedstrijden | Sets | Sets | Sets  | Spelpunten | Spelpunten | Spelpunten |
| # | Ploeg                               | Punten | W           | V           | W    | V    | Ratio | W          | V          | Ratio      |
| - | ----------------------------------- | ------ | ----------- | ----------- | ---- | ---- | ----- | ---------- | ---------- | ---------- |
| 1 | Naraphornrapat / Worapeerachayakorn | 8      | 4           | 4           | 8    | 0    | MAX   | 168        | 83         | 2,024      |
| 2 | Juliana / Ratnasari                 | 7      | 3           | 1           | 6    | 2    | 3,000 | 159        | 97         | 1,639      |
| 3 | Progella / Matibag                  | 6      | 2           | 2           | 4    | 5    | 0,800 | 121        | 172        | 0,703      |
| 4 | Wong / To                           | 5      | 1           | 3           | 3    | 6    | 0,500 | 146        | 164        | 0,890      |
| 5 | Tam / Lei                           | 4      | 0           | 4           | 0    | 8    | 0,000 | 90         | 168        | 0,536      |

| Datum        |                                     | Score |                                     | Set 1                | Set 2                | Set 3                |
| ------------ | ----------------------------------- | ----- | ----------------------------------- | -------------------- | -------------------- | -------------------- |
| 19 september | Wong / To                           | 1 – 2 | Progella / Matibag                  | 21 – 17              | 21 – 23              | 13 – 15              |
| 19 september | Naraphornrapat / Worapeerachayakorn | 2 – 0 | Tam / Lei                           | 21 – 8               | 21 – 10              |                      |
| 19 september | Juliana / Ratnasari                 | 2 – 0 | Tam / Lei                           | 21 – 9               | 21 – 5               |                      |
| 20 september | Progella / Matibag                  | 0 – 2 | Juliana / Ratnasari                 | 14 – 21              | 10 – 21              |                      |
| 20 september | Naraphornrapat / Worapeerachayakorn | 2 – 0 | Wong / To                           | 21 – 15              | 21 – 17              |                      |
| 20 september | Wong / To                           | 0 – 2 | Juliana / Ratnasari                 | 9 – 21               | 8 – 21               |                      |
| 21 september | Juliana / Ratnasari                 | 0 – 2 | Naraphornrapat / Worapeerachayakorn | 18 – 21              | 15 – 21              |                      |
| 21 september | Tam / Lei                           | 0 – 2 | Progella / Matibag                  | 18 – 21              | 15 – 21              |                      |
| 22 september | Tam / Lei                           | 0 – 2 | Wong / To                           | 14 – 21              | 11 – 21              |                      |
| 22 september | Progella / Matibag                  | 0 – 2 | Naraphornrapat / Worapeerachayakorn | Opgave door blessure | Opgave door blessure | Opgave door blessure |

### Groep C
| # | Ploeg                                      | Punten | Wedstrijden | Wedstrijden | Sets | Sets | Sets  | Spelpunten | Spelpunten | Spelpunten |
| # | Ploeg                                      | Punten | W           | V           | W    | V    | Ratio | W          | V          | Ratio      |
| - | ------------------------------------------ | ------ | ----------- | ----------- | ---- | ---- | ----- | ---------- | ---------- | ---------- |
| 1 | Mizoe / Ishii                              | 8      | 4           | 4           | 8    | 0    | MAX   | 168        | 80         | 2,100      |
| 2 | Phirachayakrailert / Patcharamainaruebhorn | 7      | 3           | 1           | 6    | 3    | 2,000 | 168        | 152        | 1,105      |
| 3 | Law / Leong                                | 6      | 2           | 2           | 4    | 4    | 1,000 | 138        | 145        | 0,952      |
| 4 | Yuen / Lo                                  | 5      | 1           | 3           | 3    | 6    | 0,500 | 141        | 156        | 0,904      |
| 5 | Lee / Jeon                                 | 4      | 0           | 4           | 0    | 8    | 0,000 | 86         | 168        | 0,512      |

| Datum        |                         | Score |                         | Set 1   | Set 2   | Set 3   |
| ------------ | ----------------------- | ----- | ----------------------- | ------- | ------- | ------- |
| 19 september | Phirachay. / Patcharam. | 2 – 0 | Lee / Jeon              | 21 – 15 | 21 – 11 |         |
| 19 september | Yuen / Lo               | 0 – 2 | Law / Leong             | 16 – 21 | 15 – 21 |         |
| 20 september | Mizoe / Ishii           | 2 – 0 | Phirachay. / Patcharam. | 21 – 11 | 21 – 14 |         |
| 20 september | Lee / Jeon              | 0 – 2 | Yuen / Lo               | 7 – 21  | 11 – 21 |         |
| 21 september | Yuen / Lo               | 0 – 2 | Mizoe / Ishii           | 8 – 21  | 11 – 21 |         |
| 21 september | Law / Leong             | 2 – 0 | Lee / Jeon              | 21 – 14 | 21 – 11 |         |
| 21 september | Mizoe / Ishii           | 2 – 0 | Law / Leong             | 21 – 7  | 21 – 12 |         |
| 22 september | Law / Leong             | 0 – 2 | Phirachay. / Patcharam. | 11 – 21 | 24 – 26 |         |
| 22 september | Phirachay. / Patcharam. | 2 – 1 | Yuen / Lo               | 21 – 17 | 18 – 21 | 15 – 11 |
| 22 september | Lee / Jeon              | 0 – 2 | Mizoe / Ishii           | 6 – 21  | 11 – 21 |         |

### Groep D
| # | Ploeg                        | Punten | Wedstrijden | Wedstrijden | Sets | Sets | Sets  | Spelpunten | Spelpunten | Spelpunten |
| # | Ploeg                        | Punten | W           | V           | W    | V    | Ratio | W          | V          | Ratio      |
| - | ---------------------------- | ------ | ----------- | ----------- | ---- | ---- | ----- | ---------- | ---------- | ---------- |
| 1 | Wang / Dong                  | 8      | 4           | 4           | 8    | 0    | MAX   | 168        | 89         | 1,888      |
| 2 | Hasegawa / Sakaguchi         | 7      | 3           | 1           | 6    | 2    | 3,000 | 155        | 98         | 1,582      |
| 3 | Sari / Herdanti              | 6      | 2           | 2           | 4    | 5    | 0,800 | 141        | 148        | 0,953      |
| 4 | Ratsjenko / Oekolova         | 5      | 1           | 3           | 3    | 6    | 0,500 | 131        | 140        | 0,936      |
| 5 | Badalbekova / Choersjedodova | 4      | 0           | 4           | 0    | 8    | 0,000 | 48         | 168        | 0,286      |

| Datum        |                              | Score |                              | Set 1                | Set 2                | Set 3                |
| ------------ | ---------------------------- | ----- | ---------------------------- | -------------------- | -------------------- | -------------------- |
| 19 september | Wang / Dong                  | 2 – 0 | Badalbekova / Choersjedodova | 21 – 9               | 21 – 7               |                      |
| 19 september | Ratsjenko / Oekolova         | 1 – 2 | Sari / Herdanti              | 21 – 12              | 16 – 21              | 13 – 15              |
| 20 september | Badalbekova / Choersjedodova | 0 – 2 | Ratsjenko / Oekolova         | Opgave door blessure | Opgave door blessure | Opgave door blessure |
| 20 september | Hasegawa / Sakaguchi         | 0 – 2 | Wang / Dong                  | 17 – 21              | 12 – 21              |                      |
| 21 september | Ratsjenko / Oekolova         | 0 – 2 | Hasegawa / Sakaguchi         | 9 – 21               | 11 – 21              |                      |
| 21 september | Sari / Herdanti              | 2 – 0 | Badalbekova / Choersjedodova | 21 – 8               | 21 – 6               |                      |
| 21 september | Hasegawa / Sakaguchi         | 2 – 0 | Sari / Herdanti              | 21 – 8               | 21 – 18              |                      |
| 22 september | Wang / Dong                  | 2 – 0 | Ratsjenko / Oekolova         | 21 – 8               | 21 – 11              |                      |
| 22 september | Badalbekova / Choersjedodova | 0 – 2 | Hasegawa / Sakaguchi         | 6 – 21               | 4 – 21               |                      |
| 22 september | Sari / Herdanti              | 0 – 2 | Wang / Dong                  | 13 – 21              | 12 – 21              |                      |

## Eindronde
| Achtste finale | Achtste finale             | Achtste finale | Achtste finale | Achtste finale |  |  | Kwartfinale            | Kwartfinale             | Kwartfinale | Kwartfinale | Kwartfinale |  |  | Halve finale | Halve finale           | Halve finale | Halve finale | Halve finale |  |              | Finale       | Finale                 | Finale       | Finale       | Finale |
|                |                            |                |                |                |  |  |                        |                         |             |             |             |  |  |              |                        |              |              |              |  |              |              |                        |              |              |        |
|                | Xue / Xia                  | 21             | 21             |                |  |  |                        |                         |             |             |             |  |  |              |                        |              |              |              |  |              |              |                        |              |              |        |
|                | Yuen / Lo                  | 11             | 7              |                |  |  |                        | Xue / Xia               | 21          | 21          |             |  |  |              |                        |              |              |              |  |              |              |                        |              |              |        |
|                | Kaboelbekova / Ivantsjenko | 7              | 12             |                |  |  | Hasegawa / Sakaguchi   | 16                      | 12          |             |             |  |  |              |                        |              |              |              |  |              |              |                        |              |              |        |
|                | Hasegawa / Sakaguchi       | 21             | 21             |                |  |  |                        |                         |             |             |             |  |  |              | Xue / Xia              | 23           | 21           |              |  |              |              |                        |              |              |        |
|                | Juliana / Ratnasari        | 21             | 21             |                |  |  |                        |                         |             |             |             |  |  |              | Wang / Dong            | 21           | 16           |              |  |              |              |                        |              |              |        |
|                | Sari / Herdanti            | 14             | 11             |                |  |  |                        | Juliana / Ratnasari     | 11          | 11          |             |  |  |              |                        |              |              |              |  |              |              |                        |              |              |        |
|                | Wong / To                  | 13             | 7              |                |  |  | Wang / Dong            | 21                      | 21          |             |             |  |  |              |                        |              |              |              |  |              |              |                        |              |              |        |
|                | Wang / Dong                | 21             | 21             |                |  |  |                        |                         |             |             |             |  |  |              |                        |              |              |              |  |              |              | Xue / Xia              | 21           | 21           |        |
|                | Mizoe / Ishii              | 21             | 21             |                |  |  |                        |                         |             |             |             |  |  |              |                        |              |              |              |  |              |              | Mizoe / Ishii          | 11           | 13           |        |
|                | Ratsjenko / Oekolova       | 8              | 7              |                |  |  |                        | Mizoe / Ishii           | 21          | 21          |             |  |  |              |                        |              |              |              |  |              |              |                        |              |              |        |
|                | Law / Leong                | 15             | 15             |                |  |  | Rodriguez / Eslapor    | 16                      | 11          |             |             |  |  |              |                        |              |              |              |  |              |              |                        |              |              |        |
|                | Rodriguez / Eslapor        | 21             | 21             |                |  |  |                        |                         |             |             |             |  |  |              | Mizoe / Ishii          | 16           | 21           | 15           |  |              |              |                        |              |              |        |
|                | Phirachay. / Patcharam.    | 21             | 25             |                |  |  |                        |                         |             |             |             |  |  |              | Naraphorn. / Worapeer. | 21           | 14           | 13           |  |              |              |                        |              |              |        |
|                | Progella / Matibag         | 16             | 23             |                |  |  |                        | Phirachay. / Patcharam. | 14          | 7           |             |  |  |              |                        |              |              |              |  | Troostfinale | Troostfinale | Troostfinale           | Troostfinale | Troostfinale |        |
|                | Bandara / Weerasinghe      | 10             | 10             |                |  |  | Naraphorn. / Worapeer. | 21                      | 21          |             |             |  |  |              |                        |              |              |              |  |              | Wang / Dong  | 21                     | 21           |              |        |
|                | Naraphorn. / Worapeer.     | 21             | 21             |                |  |  |                        |                         |             |             |             |  |  |              |                        |              |              |              |  |              |              | Naraphorn. / Worapeer. | 15           | 19           |        |